# L'amore e altre seghe mentali
L'amore e altre seghe mentali è un film italiano del 2024 scritto, diretto ed interpretato da Giampaolo Morelli.

## Trama
Guido è un quarantacinquenne aspirante veterinario finito a lavorare in un piccolo negozio di animali, che, in seguito a una pesante delusione amorosa, decide di ritirarsi dalla vita sentimentale e soddisfare i suoi desideri erotici esclusivamente con la masturbazione. Tuttavia, l’incontro con una giovane cameriera, di cui provocherà involontariamente il licenziamento, stravolgerà i suoi piani e lo farà rimettere in gioco.

## Produzione
Il film, diretto e scritto da Giampaolo Morelli con Gianluca Ansanelli, è stato prodotto da Giuseppe Saccà per Eagle Orinial Content e Italian International Film, in collaborazione con Sky Italia e Prime Video. Le riprese si sono tenute nel mese di gennaio e febbraio 2024 a Roma, principalmente nel quartiere San Lorenzo.

## Distribuzione
Il film è uscito nelle sale cinematografiche italiane a partire dal 17 ottobre 2024.

## Accoglienza

### Critica
Il film è stato accolto con recensioni miste da parte della critica cinematografica italiana.